# Північний Схил (Аляска)
Шаблон:StateAbbr_ 69°18′ пн. ш. 153°27′ зх. д. / 69.3° пн. ш. 153.45° зх. д.
Боро Північного Схилу (англ. North Slope Borough) — боро на північному узбережжі штату Аляска, США.

## Економіка
Поблизу Прадхо-Бей 1968 року відкрито велике газонафтове родовище, яке розробляється.
Трансаляскинським нафтопроводом нафту перекачують до перевалочного порту Валдіз на південному узбережжі Аляски, де її вантажать на танкери.

## Демографія
За даними перепису 2000 року загальне населення боро становило 7385 осіб, зокрема міського населення було 4322, а сільського — 3063. Серед мешканців боро чоловіків було 3910, а жінок — 3475. У боро було 2109 домогосподарств, 1524 родини, які мешкали в 2538 будинках. Середній розмір родини становив 4,05 особи.
Віковий розподіл населення поданий у таблиці:
| Стать    | До 15 років | 15-21 | 22-29 | 30-39 | 40-49 | 50-65 | 65-85 | Понад 85 |
| -------- | ----------- | ----- | ----- | ----- | ----- | ----- | ----- | -------- |
| Чоловіки | 1238        | 463   | 384   | 602   | 628   | 460   | 131   | 4        |
| Жінки    | 1112        | 445   | 336   | 525   | 515   | 369   | 160   | 13       |

## Оточення
- Юкон-Коюкук — південний схід
- Нортвест-Арктик - південний захід